# Liste der Bodendenkmäler in Bergisch Gladbach
Die folgende Liste enthält die offiziellen Bodendenkmäler auf dem Gebiet der Stadt Bergisch Gladbach.
| lf. Nummer | Bezeichnung des Denkmales                                       | Lage             | Foto |
| ---------- | --------------------------------------------------------------- | ---------------- | ---- |
| 1          | Bodendenkmal Motte Kippekausen                                  | Kippekausen      |      |
| 2          | Bodendenkmal Zwei Grabhügel                                     | Frankenforst     |      |
| 3          | Bodendenkmal Bergbaugebiet Grube Leopold von Buch               | Königsforst      |      |
| 4          | Bodendenkmal Deutzer Weiher                                     | Schluchter Heide |      |
| 5          | Bodendenkmal Ringwall Erdenburg                                 | Moitzfeld        |      |
| 6          | Bodendenkmal Steinbruch Rosenthaler Weg                         | Herrenstrunden   |      |
| 7          | Bodendenkmal Schlade Grubenfeld                                 | Hebborn          |      |
| 8          | Bodendenkmal Steinbruch Büchel/Großbüchel                       | Herrenstrunden   |      |
| 9          | Bodendenkmal Steinbruch Großbüchel                              | Herrenstrunden   |      |
| 10         | Bodendenkmal Grube Idria                                        | Bensberg         |      |
| 11         | Bodendenkmal Paffrather Mühle                                   | Paffrath         |      |
| 12         | Bodendenkmal Ehemalige Pulvermühle IV von Gut Schiff            | Gut Schiff       |      |
| 13         | Bodendenkmal Hohlwegesystem Hardt                               | Hardt            |      |
| 14         | Bodendenkmal Grube Blücher                                      | Hardt            |      |
| 15         | Kirchenwüstung St. Severin, Kirchhof Sand                       | Sand             |      |
| 16         | Bodendenkmal Kalköfen Cox                                       | Stadtmitte       |      |
| 17         | Bodendenkmal Kirche St. Johann Baptist                          | Herrenstrunden   |      |
| 18         | Bodendenkmal Johanniter/Malteser Kommende/Ballei Herrenstrunden | Herrenstrunden   |      |
| 19         | Bodendenkmal Burg Zweiffel                                      | Herrenstrunden   |      |
| 20         | Motte Beningsfeld oder auch Motte Penningsfeld                  | Refrath          |      |
| 21         | Bodendenkmal Hoverhof                                           | Schildgen        |      |
| 22         | Grube Berzelius                                                 | Moitzfeld        |      |